# Jan Lecjaks
Jan Lecjaks [ˈjan ˈlɛtsjaks] (* 9. August 1990 in Plzeň, Tschechoslowakei) ist ein tschechischer Fußballspieler, der aktuell für Omonia Nikosia spielt.

## Vereinskarriere

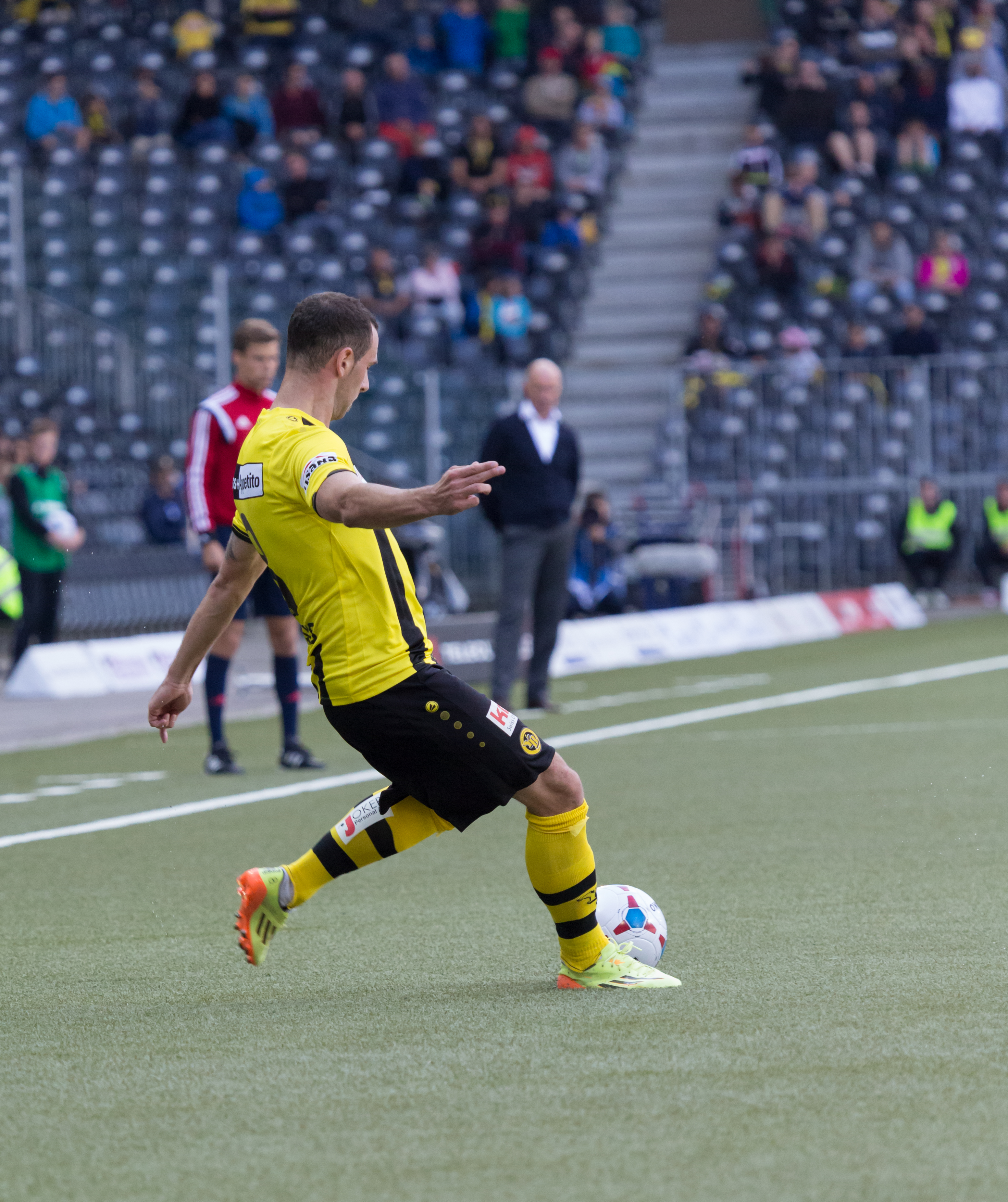
Lecjaks bei einem Freistoß

Lecjaks begann mit dem Fußballspielen bei Sokol Štěnovice. Im Jahre 2000 wechselte der Abwehrspieler zu Viktoria Pilsen. Den Sprung in den Profikader schaffte er zur Saison 2007/08. Er debütierte am 11. November 2007 im Spiel gegen den FK Mladá Boleslav in der Gambrinus Liga. Zur Saison 2010/11 wurde Lecjaks an den belgischen Verein RSC Anderlecht verliehen. Trotz zahlreicher Einsätze wurde eine vereinbarte Kaufoption nicht genutzt. Lecjaks wechselte zur Saison 2011/12 in die Schweiz zu den BSC Young Boys, bei denen er einen Vierjahreskontrakt unterzeichnete.

## Nationalmannschaft
Lecjaks spielte für alle tschechischen Juniorenauswahlmannschaften von der U-17 bis zur U-21. 2009 nahm Lecjaks mit der tschechischen U-20-Auswahl an der Junioren-Fußballweltmeisterschaft 2009, sein Team schied im Achtelfinale gegen Ungarn nach Elfmeterschießen aus. Seit 2009 kommt er in der tschechischen U-21-Nationalmannschaft zum Einsatz. Im Jahr 2011 erreichte er mit der U-21 bei der EM in Dänemark den vierten Platz. Lecjaks kam in vier von fünf Spielen zum Einsatz.